# Georgiana Howard, hraběnka z Carlisle
Georgiana Dorothy Howardová, hraběnka z Carlisle (rozená Cavendishová; 12. července 1783 – 8. srpna 1858) byla britská šlechtična. Narodila se po devíti letech bezdětného manželství Williama Cavendishe, 5. vévody z Devonshiru, a jeho manželky, lady Georgiany Spencerové, politické hostitelky a společenské prominentky. Byla členkou jedné z nejhonosnějších a nejbohatších rodin v zemi.
V roce 1801 se mladá Georgiana provdala za George Howarda, vikomta Morpetha, a později se po nástupu svého manžela v roce 1825 stala hraběnkou z Carlisle. Mezi jejich dvanáct dětí patřili sedmý a osmý hrabě z Carlisle. Další dítě, vévodkyně ze Sutherlandu, byla nejvyšší hofmistryní a blízkou přítelkyní královny Viktorie.

## Život

### Původ, mládí

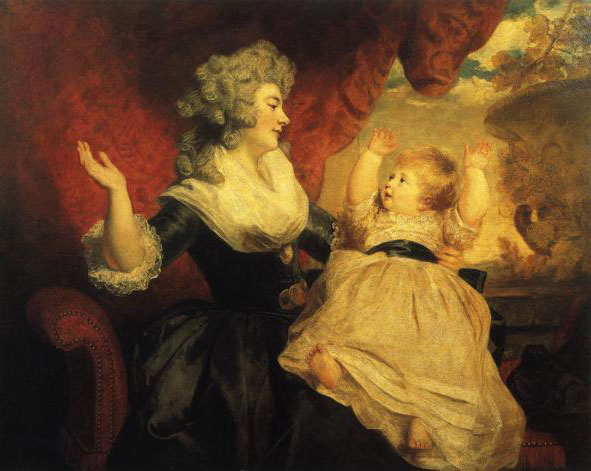
Lady Georgiana se svou matkou vévodkyní z Devonshiru

Lady Georgiana Dorothy Cavendishová se narodila 12. července 1783 v Devonshire House jako nejstarší dítě Williama Cavendishe, 5. vévody z Devonshiru, který ovládal jeden z největších majetků v Anglii a patřil k jedné z předních rodin v zemi. Její matkou byla lady Georgiana Spencerová, známá politická hostitelka a společenská osobnost. Novorozeně, které se narodilo během těžkého porodu, přišlo na svět po devíti letech bezdětnosti a šest dní po jejím bratranci Frederickovi.
Dítě, kterému matka říkala „Malá G“, dostalo jméno po lady Georgianě a své tetě vévodkyni z Portlandu, která byla vedle lorda Johna Cavendishe a prince z Walesu, pozdějšího Jiřího IV., také kmotrou. Vévodkyně z Devonshiru se rozhodla kojit dítě sama a nenajala si kojnou, což bylo pro příslušnici vyšší třídy neobvyklé rozhodnutí; rodina jejího manžela byla s její volbou nespokojena, protože se domnívala, že je v rozporu s úkolem porodit mužského dědice. Měsíc po narození byla „Malá G“ pokřtěna spolu se svým bratrancem Frederickem v kostele ve Wimbledonském parku - na stejném místě, kde se vévoda a vévodkyně o devět let dříve vzali.
Vévoda předpokládal, že jejich první dítě bude dívka, a byl zklamán, i když vévodkyně tvrdila, že alespoň dokázala, že je schopna porodit syna. Titul a bohatství Devonshirů měly stále přejít na samostatnou větev rodiny, pokud manželé nezplodí mužského dědice. O dva roky později se narodila sestra Harriet; obě sestry si zůstaly blízké po celý život. V roce 1790 se vévodovi a vévodkyni konečně narodil syn William Cavendish, markýz z Hartingtonu.
Na počátku 90. let 17. století se vévoda a vévodkyně rozešli poté, co ona porodila nemanželské dítě (Elizu Courtneyovou) svému milenci Charlesovi, hraběti Greyovi. Odjela na kontinent a vrátila se až koncem roku 1793. Vévodkyně své děti neviděla dva roky a po návratu poznamenala, že „Georgiana je velmi hezká“, zatímco Harriet je „stále tlustá“ a William „ke mně velmi krutý." Vévodkyni také zarmoutilo, že malá G, tehdy desetiletá, postrádá sebevědomí. Mladá dívka nespustila matku z očí a vyvinulo se u ní silné náboženské cítění, jehož středobodem byly její domnělé hříchy. Obě sdílely lásku ke knihám a další zájmy; vévodkynina životopiskyně Amanda Foremanová píše, že Georgiana si společnosti Little G tak vážila, že vůči ní nikdy nesnesla říci jediné ostré slovo.
V roce 1800 připravila vévodkyně malou G na prezentaci u dvora. Úkol to byl obtížný; od debutantek se očekávalo, že projeví půvab a důstojnost, jinak je čeká zkáza první londýnské sezóny. Mladá Georgiana však nezdědila matčinu vyrovnanost a lehkost pohybu a měla tendenci držet se při zemi. Její dvorní šaty doplněné Cavendishovými diamanty byly považovány za dramatický úspěch. Brzy poté se objevila ve společnosti během plesu pořádaného na její počest. Lady Hollandová Georgianu pozorovala a popsala ji jako „nejpůvabnější dívku - rozumnou, příjemnou, plnou informací a zcela bez špetky afektovanosti, a pokud se obdaruje mužem odpovídajícím jejímu postavení, nepochybuji, že z ní bude ta nejrozkošnější manželka."

### Manželství
Mezi potenciálními nápadníky pro sňatek byli lord John Russell a George Howard, vikomt Morpeth. Russell byl téměř o dvacet let starší než Georgiana, zatímco Howard byl přibližně o jedenáct let starší. Vévodkyně z Devonshiru dala přednost Morpethovi, který byl nejstarším synem 5. hraběte z Carlisle. Morpeth se s Georgianou poprvé setkal na plese debutantek a později téhož roku byl pozván znovu na domácí večírek v Chatsworth House. K zásnubám však nedošlo; aby vévoda z Devonshiru přesvědčil svou dceru, aby souhlasila se sňatkem, nabídl Georgianě věno ve výši 30 000 liber a užívání jejich londýnské rezidence Londesborough House. Dívka souhlasila až o Vánocích téhož roku, za Morpetha se provdala 21. března 1801, když jí bylo sedmnáct let. Lady Hollandová to charakterizovala jako „vhodnou partii v každém ohledu. Aniž by disponovala velkou krásou, má mnoho půvabů."
Pár měl šťastné manželství. Po svatbě odjela nová lady Morpeth žít s rodinou svého manžela na zámek Howard v Yorkshiru. S překvapením zjistila, že rodina projevuje dětem málo náklonnosti, na rozdíl od jejího vlastního zázemí, kdy ji vychovávala milující matka. Georgianina sestra Harriet přirovnala vztah mezi 5. hrabětem z Carlisle a jeho dětmi k „princi a jeho následovníkům“ a dodala, že „lord Carlisle rozhodně udržuje své děti ve velké úctě.“ Lord a lady Morpethovi spolu měli šest synů a šest dcer; všechny vychovávala oddaně na rozdíl od předchozího prostředí domácnosti. Narození jejich třetího syna Edwarda v prosinci 1809 oddálilo sňatek její sestry Harriet s lordem Granvillem Leveson-Gowerem. Georgiana byla přítomna narození Harrietina prvního dítěte, Susan, v roce 1810.
Počátkem roku 1803 se Georgiana a Morpeth vydali za její tetou lady Bessboroughovou do Paříže. Bessboroughová a její neteř tam byly oblíbenými hosty francouzské šlechty. Vévodkyně z Devonshiru zemřela ještě téhož roku 30. března, neboť byla již delší dobu nemocná. Georgiana a další blízcí příbuzní byli přítomni jejímu úmrtí. Odměřený a vzdálený vévoda si nikdy nebyl blízký s jejich třemi dětmi. Jakmile ovdověl, snažil se s nimi sblížit více než dříve. Vévodova poslední neprovdaná dcera Harriet však nebyla spokojena s přítomností otcovy dlouholeté milenky lady Elizabeth Fosterové v domácnosti; Harriet často odcházela ke své starší sestře. Harrietin syn Frederick později napsal, že tato zkušenost „posílila pouto sesterské náklonnosti, které je spojovalo po celý jejich společný život“. Od roku 1801 Cavendishová psala své sestře téměř denně až do její smrti v roce 1858. K jejich zděšení se v roce 1809 vévoda oženil s Fosterovou, kterou nikdy neměly rády; o dva roky později zemřel.

### Hraběnka z Carlisle
V roce 1825 se Morpeth stal po svém otci šestým hrabětem z Carlisle, a Georgiana se stala hraběnkou z Carlisle.
Georgianin synovec jednou poznamenal, že Georgiana myslela na politiku a „na nic jiného“, zatímco její sestra se o ni příliš nestarala. V roce 1838 se lady Carlisleová negativně elitářsky vyjádřila o Charlesi Dickensovi, který se tehdy objevil jako úspěšný spisovatel: „Vím, že existují takové nešťastné bytosti jako kapsáři a pouliční zloději. Je mi to velmi líto a jsem velmi otřesena jejich způsobem života, ale přiznávám, že si příliš nepřeji slyšet, co si mezi sebou říkají." Historička Judith Lewisová tento názor uvádí jako důkaz rozšířenosti třídního vědomí v 19. století, neboť lady Carlisleová byla ,,jednou z neškodnějších velkých dam své doby."
Hrabě z Carlisle zemřel v říjnu 1848 na zámku Howard. 6. vévoda z Devonshiru zemřel v roce 1858; ve své závěti odkázal své sestře Georgianě Chiswick House v Middlesexu, oblíbené sídlo jejich rodičů. Ta zemřela o sedm měsíců později a dům připadl Georgianině sestře Harriet, hraběnce Granville.

## Potomci
Hrabě a hraběnka z Carlisle měli dvanáct dětí:
- George Howard, 7. hrabě z Carlisle (1802–1864), místokrál v Irsku

- Caroline Howardová (1803–1881), manžel 1823 William Lascelles (1798–1851), člen Dolní sněmovny

- Georgiana Howardová (1804–1860), manžel 1822 George Agar–Ellis, 1. baron Dover (1797–1833)

- Frederick George Howard (1805–1834), důstojník, člen Dolní sněmovny

- Harriet Howardová (1806–1868), manžel 1823 George Leveson-Gower, 2. vévoda ze Sutherlandu (1786–1861)

- William George Howard, 8. hrabě z Carlisle (1808–1889), duchovní

- Edward Granville Howard, 1. baron Lanerton (1809–1880), admirál

- Blanche Howardová (1812–1840), manžel 1829 William Cavendish, 7. vévoda z Devonshire

- Charles Wentworth Howard (1814–1879), člen Dolní sněmovny

- Elizabeth Howardová (1817–1891), manžel 1840 Richard Grey (1813–1890)

- Henry George Howard (1818–1889)

- Mary Matilda Howardová (1823–1892), manžel 1852 Henry Labouchere (1798–1869), ministr obchodu a kolonií